# Letov Š-28
O Letov Š-28 foi uma aeronave de reconhecimento monomotor checa. Foi fabricada pela Letov Kbely em várias versões com diferentes motorizações. A versão mais importante foi a Š-328, que foi produzida em relativa grande quantidade (412 aeronaves produzidas).

## História
O projeto foi iniciado em 1932 para cumprir um requisito da Força Aérea da Finlândia apesar de nunca terem aceito o modelo. Voou pela primeira vez em 1934 e começou a ser entregue à Força Aérea Checoslovaca no ano seguinte. A máquina foi feita em duas versões - com trem de pouso fixo para pousos em terra e com flutuadores para operações na água. Apesar da Checoslováquia ser um país sem costa marítima, uma versão hidroavião era necessária para treinamento de artilharia anti-aeronave checoslovaca na Bocas de Cattaro (agora em Montenegro) e quatro foram construídos como Š-328v (v para "vodní" - água). Foi usado como uma aeronave de reconhecimento, bombardeiro leve e aeronave de ataque ao solo na Força Aérea Checoslovaca durante a década de 1930 e nestas mesmas tarefas nos primeiros meses da Segunda Guerra Mundial, quando a Força Aérea Eslovaca esteve sob controle alemão após a ocupação da Checoslováquia em 1939. 13 aeronaves da primeira leva de produção foram testados como caças noturnos, armados com quatro metralhadoras vz.30 de 7,92 mm nas asas e duas móveis para o observador. Estes foram modificados posteriormente para uso normal pois a efetividade sem um radar era mínima. 
À época do Acordo de Munique que encerrou a crise dos Sudetos, a Força Aérea Checoslovaca tinha 227 aeronaves em unidades operacionais e 87 em escolas de treinamento e depósitos. 
A produção continuou mesmo após a ocupação alemã até 1940, sendo as últimas aeronaves 30 Š-328 produzidos para a Bulgária, e 50 aeronaves para a Eslováquia em Julho de 1938. Um total de 412 Letov Š-328 foram produzidos.
O registro de combate do Letov Š-328 é vago, mas algumas fontes sugerem que alguns Š-328 foram usados durante a Guerra Civil Espanhola entretanto não há evidências para confirmar isso e provavelmente é uma confusão com outra aeronave.
Os alemães usaram Š-328 capturados como treinadores e para ataque noturno na Frente Oriental no inverno de 1942-43. Os alemães também repassaram algumas dessas aeronaves para seus aliados, Bulgária e Eslováquia.
Os Š-328 eslovacos participaram de missões de reconhecimento e bombardeio em auxílio à participação eslovaca da Polônia em Setembro de 1939. Após a participação eslovaca na invasão alemã à União Soviética em 1941, os Š-328 eslovacos foram utilizados em voos de patrulha e reconhecimento e alguns atacaram caminhões e carros soviéticos. Foram novamente utilizados em operações no oeste da Ucrânia no verão de 1942.

## Operadores
Bulgária
- Força Aérea da Bulgária adquiriu 62 Š-328 da Alemanha em 1939, dando o nome de Vrana (Corvo),[7] dos quais 30 foram produzidos após a ocupação alemã da Checoslováquia.[1] Até 1942 foram também usados para patrulha anti-submarina no Mar Negro. Permaneceram em serviço até Setembro de 1944.[8]

 Checoslováquia
- Força Aérea Checoslovaca
- Guarda de Segurança Nacional Checoslovaca

 Estónia
- Força Aérea da Estônia

 Alemanha
- Luftwaffe

 Eslováquia
- Força Aérea Eslovaca
- Força Aérea Eslovaca Insurgente

## Variantes
- Š-28 - protótipo com o motor Walter Castor (um produzido)
- Š-128 - versão de produção com o motor Bristol Mercury VII produzido pela Gnome et Rhone (12 produzidos)
- Š-228 - versão de produção para a Estônia com motores Bristol Mercury VII produzidos pela Walter (quatro produzidos)
  - Š-328F - protótipo para a Finlândia, motorizado com o motor radial Bristol Pegasus IIM-2 de 580 hp (433 kW) (1 produzido).[9]
- Š-328 - principal versão de produção. Cerca de 412 aeronaves produzidas,[9] incluindo:
  - Š-328N- caça noturno, armado com quatro metralhadoras fixas e duas flexíveis.[9]
  - Š-328V - hidroavião rebocador (quatro produzidos)[9]
- Š-428 - aeronave de suporte ao solo cobrindo tropas no campo de batalha. O motor era um Avia VR-36 de 740 hp (545 kW), V-12 refrigerado à ar (um construído)
- Š-528 - substituto planejado para o Š-328 desenvolvido em 1935, motorizado com o Gnome-Rhône Mistral Major de 800 hp (597 kW) (seis produzidos).[1]